# Limberg (Gemeinde Maissau)
Limberg ist eine Katastralgemeinde mit 380 Einwohnern (Haupt- und Nebenwohnsitze) in der Gemeinde Maissau im Bezirk Hollabrunn im Bundesland Niederösterreich in Österreich. Die ehemalige Gemeinde wurde mit 1. Jänner 1972 in die Gemeinde Maissau eingegliedert.
Bekannt ist der Ort durch den Bahnhof Limberg-Maissau der Franz-Josefs-Bahn und den Steinbruch der Firma Hengl.

## Geografie
Limberg liegt im Weinviertel zwischen dem Manhartsberg und dem Schmidatal. Durch das Dorf fließt der Schleinzbach.
Nachbarortschaften
|                | Straning                                    |                |
| Burgschleinitz | Kompassrose, die auf Nachbargemeinden zeigt | Niederschleinz |
| Maissau        | Ravelsbach                                  | Unterdürnbach  |

## Geschichte
In der Gegend um Limberg wurden Funde aus dem Mesolithikum und Siedlungsspuren vom Neolithikum bis in die römische Kaiserzeit sowie aus dem 9. Jahrhundert n. Chr. dokumentiert. Der Turm der Pfarrkirche wird auf das 11. Jahrhundert datiert, zeitgenössische Dokumente dazu fehlen jedoch. Die erste urkundliche Erwähnung ist aus dem Jahr 1260 überliefert.
Laut Adressbuch von Österreich waren im Jahr 1938 in der Ortsgemeinde Limberg zwei Brennstoffhändler, ein Fleischer, drei Gastwirte, zwei Gemischtwarenhändler, eine Hebamme, zwei Mühlen, zwei Schneiderinnen, ein Schuster, ein Tischler, eine Weinkellerei und ein Gutsbetrieb ansässig. Weiters gab es einen Kieselgurabbau der Industrie und Bergbau AG einen Steinbruch samt Granitschotterwerk und ein Granitwerk der Oesterr. Kunststein- und Granitwerke GmbH.

### Bevölkerungsentwicklung
Quelle Historisches Ortslexikon Niederösterreich:

## Sehenswürdigkeiten

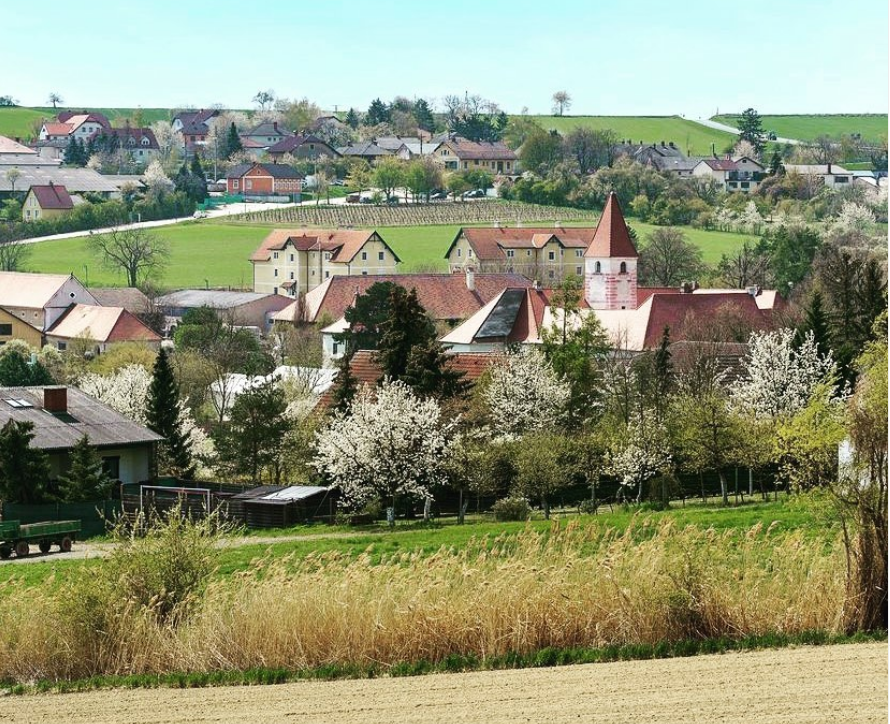
Ortsansicht auf das Schloss Limberg von der Straninger Straße

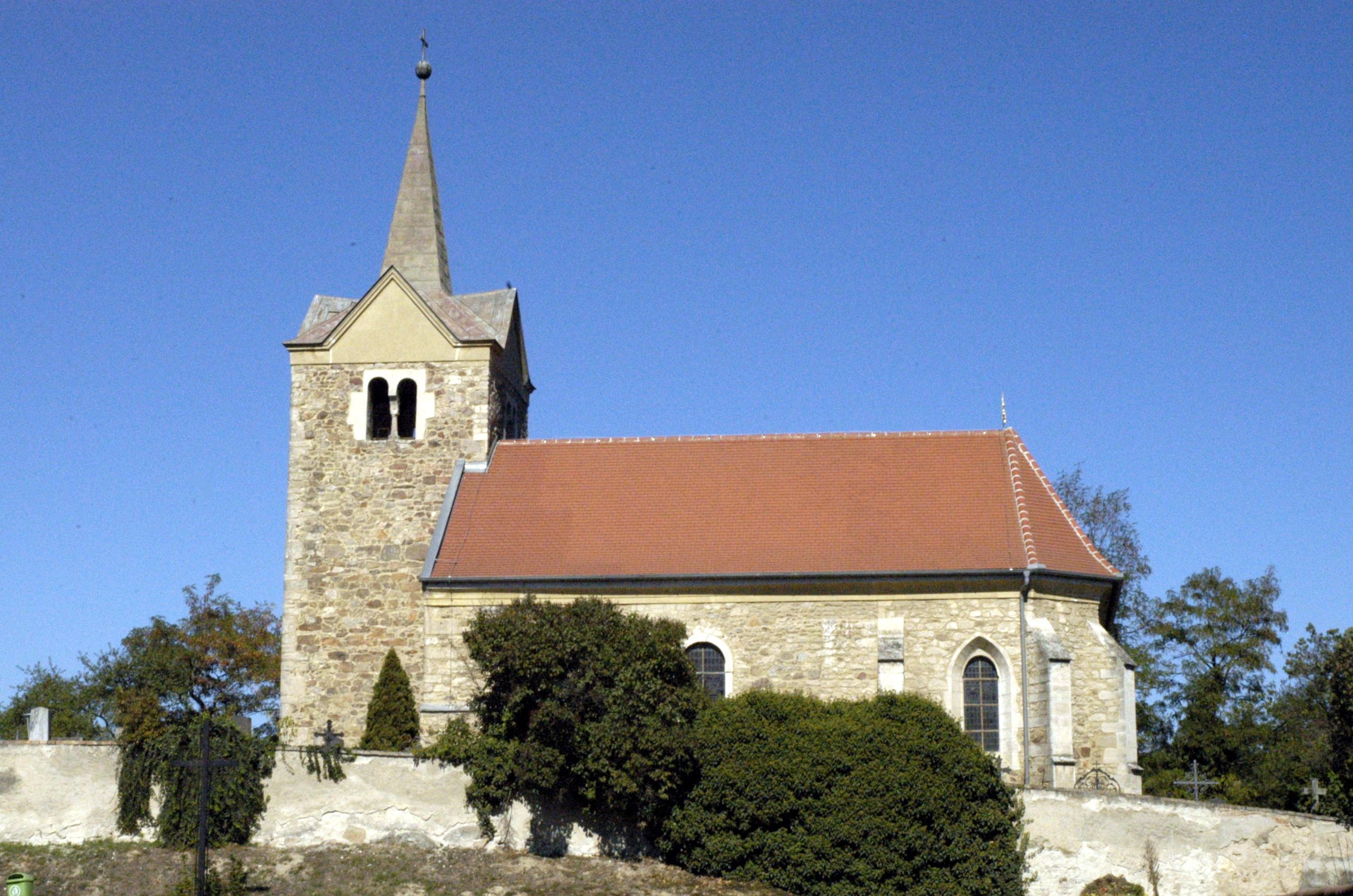
Pfarrkirche Limberg

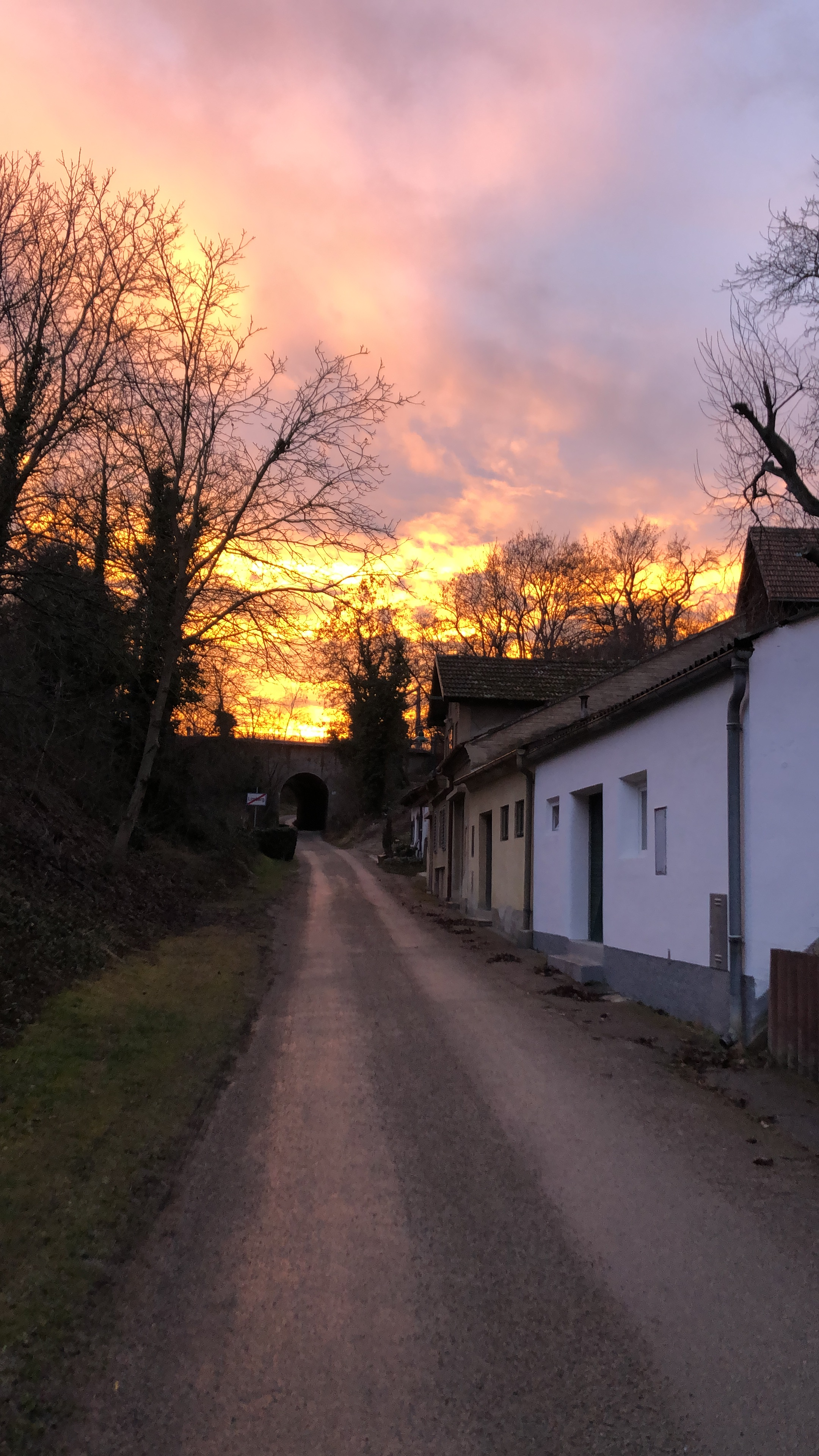
Gartengasse (eine der drei Limberger Kellergassen bei Sonnenuntergang)

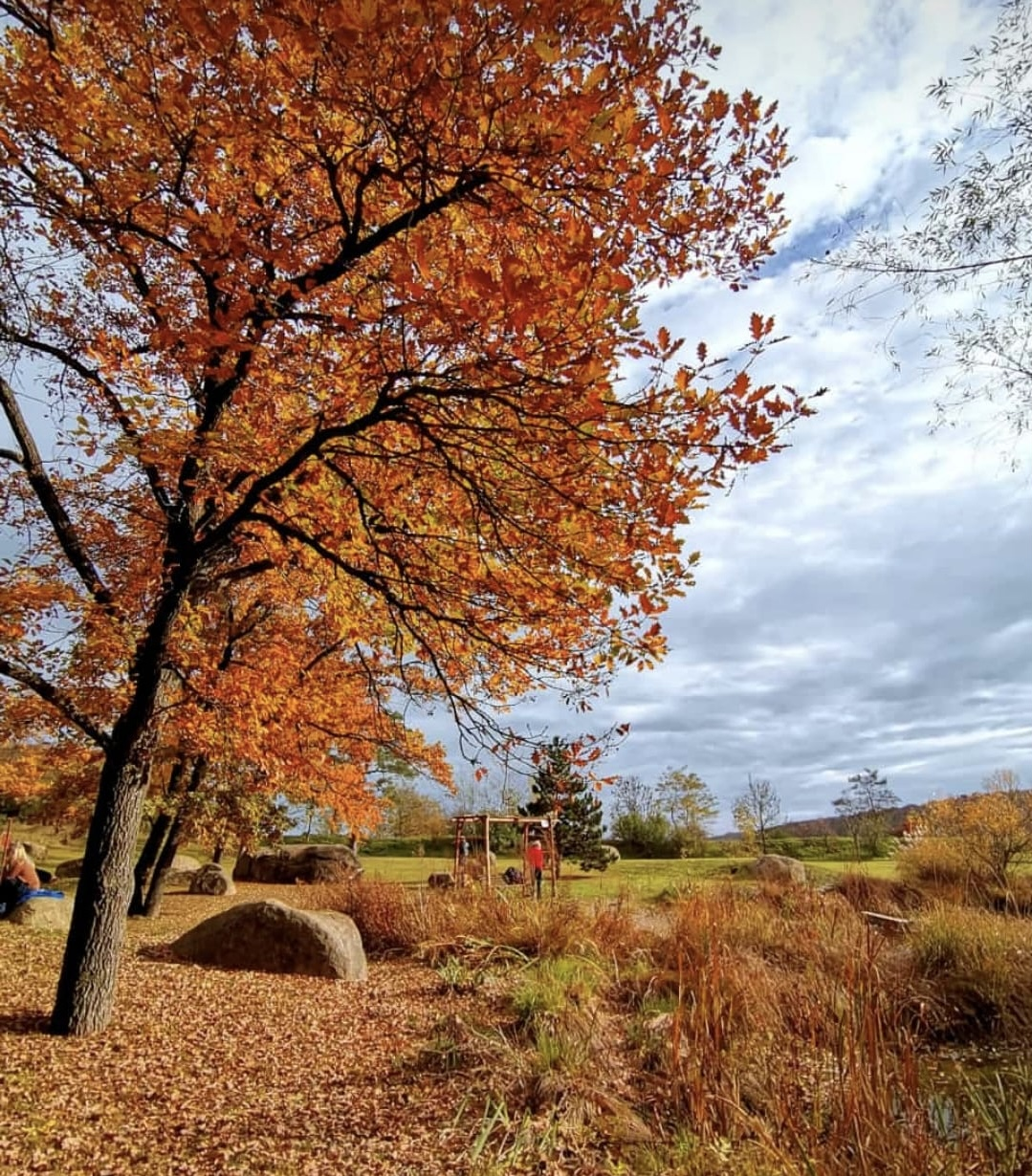
Libellenteichareal mit der „alten Kuh“ im Hintergrund

### Schloss Limberg
Schloss Limberg ist ein unregelmäßiger Vierkantbau mit Turm und kleinem Arkadenhof, entstanden im 16. Jahrhundert durch den Ausbau eines spätgotischen Meierhofes. Bei der Renovierung 1982/1983 wurde die Jahreszahl 1570 freigelegt, und es wurden im Mauerwerk zwei Löwenfiguren im romanischen Stil gefunden, die wahrscheinlich einst bei Ausbauarbeiten oder Instandsetzungen als Bausteine Verwendung gefunden hatten. Sie wurden in das Stift Altenburg gebracht und sorgfältig restauriert. Ob sie von der alten Burg oder von dem einstigen Meierhof (Edelsitz) stammen, konnte nicht festgestellt werden. Löwenfiguren flankieren meist den Haupteingang eines Gebäudes oder Edelsitzes und symbolisieren die Wehrhaftigkeit des Besitzes.

### St. Jakobs Kirche
Die Pfarrkirche Limberg ist eine Wehrkirche, welche sich im Ortsbereich auf einem an drei Seiten steil abfallenden Hügel befindet, dessen Plateau sie mitsamt dem umgebenden Friedhof einnimmt. Der Friedhof wird von mächtigen Steinmauern umgeben. Diese dienten als eine Art Verteidigungsmauer. Die Kirche ist dem Heiligen Jakobus dem Älteren geweiht. Über das Erbauungsjahr und das Weihedatum der Kirche fehlen jegliche Urkunden und Aufzeichnungen. Der Kirchturm, der nach seiner Wucht und Mächtigkeit zu schließen einst als Wehrturm erbaut wurde, wurde erstmals bereits im 11. Jahrhundert datiert. In der Nähe der Kirche befand sich früher die alte „Veste Limburg zu Limberg“. Sie war schon im 16. Jahrhundert verfallen und hatte wahrscheinlich das gleiche Schicksal erlitten wie die Burg in Sachsendorf und der Edelsitz in Naschendorf (beides auch Besitzungen der Zinken). Die Burg war teilweise oder ganz von Wasser umgeben. In einer Karte von 1823 ist noch ein großer Teich eingezeichnet. Anfang des 20. Jahrhunderts waren noch Teichreste vorhanden und es wuchs auf diesem Gebiet viel Schilfrohr. Bis zur Bachregulierung war der Grundwasserspiegel sehr hoch. Der Teich dürfte mit Resten der verfallenen Burg aufgeschüttet worden sein. Auf der Parzelle 68 wurde bei einer Brunnengrabung eine sehr starke Fundamentmauer gefunden. Sie leistete den Grabungsarbeiten so großen Widerstand, dass sich der Besitzer entschloss, den Brunnen an einer anderen Stelle graben zu lassen.

### Hangbrücke
Die Hangbrücke oder auch Lettenbrücke wurde im Zuge des Baus der Franz-Josefs-Bahn von Wien nach Pilsen errichtet. Der Stahlriese ist auffallend, vor allem durch seine grüne Farbe. Die Lettenbrücke ist eine von sechs Brücken, die benötigt wurden, um den Zugverkehr durch Limberg zu ermöglichen. Von Wien kommend lagen der Reihe nach die „Bahnstraßenbrücke“, die „Pfaffengrabenbrücke“, die „Jandabrücke“, die „Steinwegbrücke“, die „Halterberg-Seitwegbrücke“ und schließlich die „Lettenbrücke“ an der Bahnlinie.

### Alte Kuh und Libellenteich
An der Schnittstelle der Gemeinden Burgschleinitz-Kühnring, Maissau und Straning-Grafenberg entstand direkt vor dem Abgrund des Schotterwerkes ein ungewöhnliches Naturschutzprojekt. Rund um den seit Jahrhunderten sagenumwobenen Granitstein „Alte Kuh“ wurde ein „magischer Steinring“ nach dem Vorbild von Stonehenge errichtet. Das 2011 mit dem Naturschutzpreis des Forums Rohstoffe und des WWF ausgezeichnete Projekt der Firma Hengl wurde im September im Rahmen eines großen Eröffnungsfestes erstmals der Öffentlichkeit vorgestellt. 400 Menschen aus allen drei Gemeinden waren gekommen, um die „neue“ Alte Kuh – in ihrer jetzigen Begleitung zu sehen. Der Naturschauplatz kann durch den Libellenteichwanderweg (Startpunkt: Bahnhof Limberg-Maissau) erreicht werden.

### Heidenstatt
Die Heidenstatt ist ein großes Plateau, das nach drei Seiten steil abfällt. Es befindet sich westlich von Limberg. Diese ehemalige Siedlungsstätte ist als Fundort bekannt. Diese Fundstellen erstrecken sich weit über die eigentliche Parzelle mit dem Flurnamen „Haidenstädt“. Der Heimatforscher Johann Krahuletz gab 1912 an, dass sich Spuren von Dämmen aus Granitsteinen gefügten Mauern verfolgen lassen. Auf der Heidenstatt wurden Funde der Steinzeit, Mondseekultur, Aunjetitzer Kultur, Hügelgräberkultur, Lausitzer Kultur, Hallstätter Kultur, La-Tène-Kultur und der slawisch-awarischen Zeit gefunden, die in verschiedenen Museen zu besichtigen sind (Naturhistorisches Museum Wien, Krahuletz-Museum Eggenburg, Höbarthmuseum Horn, Museum Niederösterreich). Den Funden nach zu urteilen war die Heidenstatt eine der größten Siedlungen in der Region. Die Siedlung dürfte Ende des Mittelalters durch Brand zerstört worden sein. Gefunden wurden unter anderem Keramik, Topfscherben, Pfeilspitzen, Gussschalen, Ringe, Waffen, Werkzeuge, Mahl- und Schleifsteine sowie andere Metallgegenstände. In den 1980er Jahren wurden mehrwöchige Forschungsarbeiten durchgeführt. Man konnte herausfinden, dass die Heidenstatt bereits seit dem 4. Jahrhundert nach Chr. besiedelt war. Heute ist die Heidenstatt meist ungenütztes Grasland, von Wald und Gebüsch umgeben. Man kann auch heute noch kleine Bruchstücke von Gefäßen und ähnlichem finden.

## Verkehr

### Bahn
Limberg liegt an der Franz-Josefs-Bahn. Vom Bahnhof Limberg-Maissau gibt es Direktverbindungen nach Wien, Sigmundsherberg, Gmünd und Ceske Velenice.

## Persönlichkeiten

### Personen mit Beziehung zum Ort
- Bernhard Hollemann (* 1935; † 2020), deutsch-österreichischer Maler und Zeichner, lebte und arbeitete von 2006 bis 2020 in Limberg.
- Josef Weinbub (* 1942), österreichischer Steinhauer. In seinem Atelier im alten Limberger Lagerhaus in der Schlossstraße bearbeitet er mit Vorliebe den berühmten Limberger Granit. Zu seinen Werken zählen unter anderem der Altar der Limberger Jakobskirche sowie zahlreiche Marterln in der Region.
- Erwin Wurm (* 1954), österreichischer Künstler, Plastiker und Fotograf, lebt und arbeitet auf Schloss Limberg.

## Vereinsleben
Die Katastralgemeinde Limberg hat trotz ihrer Größe ein reges Vereinsleben vorzuweisen.

### Freiwillige Feuerwehr Limberg
Gegen Ende des 19. Jh. erfolgte auch in Limberg wie in vielen anderen Orten Niederösterreichs die Gründung der Freiwilligen Feuerwehr. Der Initiator zur Gründung der Feuerwehr war Herr Oberlehrer Rudolf Materna, der von 1886 bis 1888 die Volksschule Limberg leitete. Die Statuen der Freiwilligen Feuerwehr Limberg wurden am 9. Februar 1890 von der Nö.KK Stadthalterei bestätigt.
Im Jahre 1891 wurde der Bau eines Spritzenhauses beschlossen, das Vereinslokal war in der Gaststätte Radl und wurde erst im Jahr 1926 aufgrund einer Abstimmung in das Gasthaus Rudolf Lehr verlegt. Dort hatten auch schon in früheren Jahren Sitzungen stattgefunden.
Das heutige Feuerwehr- und Vereinshaus befindet sich in der Bahnstraße 4.

### Dorferneuerungsverein „Limberg Aktiv“
Mit der feierlichen Eröffnung des neuen Limberger Dorfzentrums am 3. Februar 2001 wurde auch der Grundstein für den Limberger Dorferneuerungsverein (DEV) gelegt, wo es nach Leitbilderarbeitung am 9. März 2002 schließlich zur Gründung kam. Neben Projekten wie der neuen Straßenbeleuchtung, Errichtung eines Ortsspielplatzes, eines Dorfplatzes und einer Bücherzelle steht auch die Organisation von Gemeinschaftsveranstaltungen wie Kinderfasching, Spieleabende, Flohmarkt und ähnliches im Vordergrund.

### Jugend Limberg
Im Januar 2013 gründete die Jugend Limberg einen eigenständigen Verein. Fortan sollten die ehemaligen Räumlichkeiten der Pfarre Limberg im 1. Stock des Limberger Dorfzentrums zur Verfügung gestellt werden, welche bis heute genutzt werden und den Jugendlichen einen Rückzugsort bieten.